# Palacio de Congresos de Granada
El Palacio de Exposiciones y Congresos de Granada es un edificio de convenciones situado en la ciudad andaluza de Granada (España), cuya principal función es la celebración de congresos y exposiciones feriales, así como conciertos y espectáculos. Está situado en el centro de la ciudad, en el paseo del Violón, junto a la margen izquierda del río Genil.

## Edificio
El edificio fue diseñado por los arquitectos Juan Daniel Fullaondo, María Jesús Muñoz Pardo y José Ibáñez Berbel; concluido en 1992, fue inaugurado el 19 de abril de ese mismo por SS MM los Reyes de España, Juan Carlos I y Sofía de Grecia. El edificio dispone de veintiocho salas-auditorios, siendo las mayores de ellas la Sala Federico García Lorca, con una capacidad de 2000 plazas de teatro y 1000 plazas de escuela, y la Sala Manuel de Falla, con una capacidad de 547 plazas de teatro y 294 plazas de escuela. Para la realización de exposiciones comerciales dispone de los espacios situados en dos recibidores diferentes y comunicados, con un total de 2500 m².